# 梁愛詩
梁愛詩，大紫荊勳賢，JP（1939年4月24日—），香港人，籍貫廣東南海鹽步，前全國人民代表大會常務委員會香港特別行政區基本法委員會副主任委員。前香港特別行政區政府律政司司長及香港行政會議成員。她是香港首名華人律政司司長，於2005年10月辭職，但繼續出任政制發展小組成員到2005年12月为止。現任香港特別行政區候選人資格審查委員會非官守委員。

## 生平
- 1939年，生於香港，籍貫廣東南海鹽步
- 曾就讀嘉諾撒聖心學校私立部、中華中學[1]，畢業於聖嘉勒女書院（1958年中五，報考英文、中文、英國文學、歷史、聖經、中國文學及歷史、地理、生物、初級數學、速寫以及國語科[2]）、嘉諾撒聖心書院（1960年中七）[註 1]。
- 1968年在香港大學完成律師課程，取得律師資格。
- 1988年獲香港大學法律系碩士學位
- 1993年當選為广东省第八屆全國人大代表（代表香港地区）
- 1997年7月1日出任律政司司長
- 2002年獲香港特別行政區政府頒授大紫荊勳章[3]
- 2005年10月20日辭去律政司司長職務
- 2006年2月任香港特別行政區基本法委員會副主任委員
- 2010年12月獲香港樹仁大學頒授榮譽法學博士學位
- 2021年7月6日起出任香港候選人資格審查委員會非官守委員
- 現在為香港姚黎李律師行之顧問律師

## 個人生活
梁愛詩至今未婚，沒有子女。她曾對媒體說：「我不是刻意獨身。」「幾十年來，總會有人走進你生命里，又走出來，但沒有一個可選擇做終身伴侶，我不會為結婚而結婚。戀愛、結婚，最重要的是你喜歡對方，對方又喜歡你。」她還以瞿秋白的詩自況：「寂寞此人間，且喜身無主。眼底雲煙過盡時，正我逍遙處。」

## 爭議

### 胡仙案
1998年3月17日，廉政公署拘捕星島新聞集團3名當時在職或前任行政人員，指控他們誇大《英文虎報》和《星期日英文虎報》的發行量，串謀詐騙廣告客戶。星島新聞集團董事會主席胡仙被當局認定是串謀，但時任律政司司長梁愛詩以證據不足和公眾利益為理由，決定不檢控胡仙，衝擊香港法治。其餘三人則被判處入獄四至六個月。
事後，律政司司長梁愛詩被指偏袒胡仙，外界質疑因胡仙的政治背景，她是全國政協委員，亦是行政長官的友好，1980年代，兩報均親台。自1990年代胡仙官式訪問大陸後，她的報紙立場有變，尤以《虎報》變得較親中共。梁愛詩認為證據不足拒絕批准檢控胡仙，聲稱一旦胡仙被起訴，星島新聞集團的2000名員工可能會失業。梁愛詩被指徇私，事件被民主派等人認為是對香港法治的嚴重衝擊，一些人認為星島新聞集團的中資背景及胡仙與中共政府的關係使她能被免於起訴。但亦有部分團體認為這是合理的決定。
事後，香港大律師公會在1999年2月10日發表聲明，對律政司就胡仙案件拒絕尋求獨立的法律意見表示遺憾。在3月5日的聲明中，公會更指責「特區政府最近一連串的行為，令人感到它已將秉行公義必須有目共睹這原則拋諸腦後。律政司司長交代決定不起訴星島集團主席胡仙，並否決向外尋求獨立法律意見的提議，以及她向終審法院申請澄清有關無證兒童一案判詞的手法，便是兩個明顯的例子。特區政府不斷為這些事件的態度辯護，只會加深大眾對法律制度能否秉行公義有著猜疑。」在3月10日，法律界立法會議員吳靄儀在立法會提出對律政司司長梁愛詩的不信任動議，但在建制派議員的反對下遭到否決。
2013年，曾為梁愛詩護航的律政司前刑事檢控專員江樂士披露當年是有足夠證據起訴胡仙，但被梁愛詩否決。江樂士接受《南華早報》訪問時表示，當年律政司內部，包括他本人均認為，在《虎報》篤數案中，有足夠證據起訴胡仙，但作為部門首長的梁愛詩推翻這起訴建議，理由是一旦胡仙被起訴，星島集團就會倒閉，1,900名員工生計受影響，涉及公眾利益。江亦認同梁的理據，「對我們（律政司）來說，保護這1,900名員工飯碗及星島集團繼續經營同樣重要」。不過，梁愛詩回應《南華早報》查詢時否認江樂士說法，稱雖然會考慮公眾利益，但足夠證據是其決定起訴的首要考慮因素，「但我不會偏離足夠證據這首要起訴宗旨」。她更引述當年區域法院法官賴磐德就胡仙案的判詞，指無法確定胡仙與案中被告串謀。她重申：「作為新任部門首長，我有責任堅守指引及倚重同事。」曾任政府律師的資深大律師布思義表示，無足夠資料去評論律政司就胡仙案的處理是否正確，但他質疑律政司以保護1,900名星島集團員工生計作為公眾利益的理據牽強，「這可能只是官員作為不起訴胡仙的一個藉口，以掩飾不想起訴胡仙」。他直指，若其言非虛，這已破壞法治。

### 德育及國民教育科風波
2012年9月4日，反對推行德育及國民教育科的訴求蔓延全香港。梁愛詩直接批評支持留守政府總部外的市民，「如果吓吓都要用啲絕食、強佔去解決問題，呢個香港變咗無政府狀態（如果動輒用絕食、強佔去解決問題，這個香港會變成無政府狀態）」。對於這個言論，國民教育家長關注組召集人陳惜姿批評，「佢好睇小香港市民（她很小看香港市民）」。她指在反對國教的活動中，港人一直以自發及有秩序，在安全環境下以和平方式進行抗爭，「點可以話係無政府狀態？（怎可以說是無政府狀態？）」

### 稱香港司法須配合中央及特區
2012年10月7日，梁愛詩在一個講座表示，回歸之後，香港法律界包括法官，對中央及特區的關係缺乏認識，被批評摧毀香港法治。大律師公會及律師會回應，指根據《基本法》，法院可對《基本法》關於自治範圍條款自行解釋，大律師公會並指，任何干擾司法獨立的舉措，都要嚴加防範。對此，多名立法會議員要求梁到立法會解釋她的言論，但被她拒絕，認為會導致麥卡錫式審判。